# Museo de Antropología e Historia de San Pedro Sula
Museo de Antropología e Historia, o Museo Metropolitano de Antropología e Historia es un museo nacional que se encuentra ubicado en la ciudad de San Pedro Sula, en la república de Honduras.

## Fundación
El museo fue inaugurado el 20 de enero de 1994 y abrió sus puertas al público el 25 de abril del mismo año, en la ciudad de San Pedro Sula, en el departamento de Cortés. El museo regional, privado y activo que intenta dar una idea del desarrollo cultural logrado por los diferentes grupos que han vivido en el Valle de sula a través del tiempo. El museo consta de veintiséis salas temáticas, entre las que sobresale la de agricultura, animales en riesgo de extinción y una plataforma submarina y la sala precolombina.
El museo fue concebido por el Centro de Estudios Precolombinos e Históricos de Honduras, sociedad civil sin fines de lucro, que con la ayuda de numerosas personas, instituciones y empresas logró organizarlo y darle vida.

## Actualidad
En febrero del 2013, se anunció el posible cierre del Museo de Antropología e Historia, debido al encarecimiento de su mantenimiento, el gasto mensual del edificio es de 120 mil Lempiras y con un ingreso anual de un millón de Lempiras, se encuentra con el problema de la poca afluencia de estudiantes y de visitantes nacionales, como internacionales, el encarecimiento de la vida en el país y sobre todo con el recorte de su presupuesto por parte de la Alcaldía Municipal de San Pedro Sula y otros factores que determinarían un cierre indeterminado del local.
Tiempo después se fue pidiendo ayuda a las escuelas y universidades a visitar el museo para que siguiera vigente en el país como un recurso para enriquecer la cultura del país y ser una ayuda también para los extranjeros. Hoy en día sigue vigente el museo gracias al apoyo incondicional del pueblo para defender la cultura y tradición por su propio país.

## Administración
- Presidente de la Junta directiva del museo: Ronald Yuja.
- Director: Licenciado en Historia Roberto Ramirez
- Quince empleados más.
- Abierto: Lunes a Sabado de 9:00 am - 4:00 pm

Local
Dirección: 3.ª avenida, Barrio Guamilito, entre 3 y 4.ª calle C.P. 1382, ciudad de San Pedro Sula, Honduras.